# Пластинчати
Пластинчати (Placozoa; от гр.: plakos — „плосък“, zoa — „животни“) са базална група безгръбначни. Те са най-простите по структура от всички непаразитни многоклетъчни животни (Metazoa). Обикновено са класифицирани като единствен вид, Trichoplax adhaerens, въпреки че генетичното им разнообразие сочи, че вероятно съществуват няколко морфологично сходни вида.

## Устройство
Тялото на пластинчатите е с неправилна форма, широко 1-3 mm и тънко (като пластинка) около 0,05 mm. Тялото има единствено гръбно-коремна (дорсо-вентрална) полярност. Състои се от няколко хиляди клетки диференцирани в само четири вида и формиращи три слоя в тялото – гръбни епителни, два вида коремни епителни и свързващи ги фибрилни клетки.
Горният слой на тялото е изграден от гръбни епителни клетки имащи по едно камшиче и съдържащи маслени капчици които пречупват светлината. Коремният слой се състои от жлезисти клетки без камшиче, които вероятно отделят храносмилателен сок и цилиндрични клетки с камшиче, които може би са лепливи и способни да резорбират смлените вещества. Между двата епителни слоя се намира пространство изпълнено с течност и мрежа от многоядрени фибрилни клетки (синцитии).

## Живот
Пластинчатите обитават плитчините (литорала) на тропични и субтропични басейни. Те пълзят по морски субстрати придвижвайки се чрез множеството реснички на коремните епителни клетки в търсене на храна. Попадайки на храна, те просто застават над нея, отделят смилателни ензими и абсорбират смлените вещества чрез фагоцитоза с коремните си епителни клетки. Понякога огъват тялото си дъговидно над субстрата, оформяйки джобчета от своеобразни „псевдостомахчета“ за по-ефективно смилане на храната.
Храната им се състои от детрит (органични отпадъци), микроскопични водорасли и някои дребни едноклетъчни. В лабораторни условия са отглеждани в продължение на години с диета състояща се от криптофитните водорасли Cryptomonas.

## Класификация и филогенеза
Няма достатъчно убедителни фосилни данни за Placozoa, макар че едиакарийният (прекамбрий, преди 550 милиона години) организъм Dickinsonia изглежда тясно свързан с този тип.
Традиционно, класификацията се основава на ниво им на организация – те не притежават никакви тъкани или органи. Това обаче може да бъде в резултат на вторична загуба, така че не е достатъчно за отделянето им в самостоятелен клон. По-нови изследвания се опитват да ги класифицират въз основа на ДНК последователности от генома им, като ги поставят между водни гъби и същински многоклетъчни. В толкова беден на представители тип се счита, че молекулярните данни са най-надеждни за установяването на филогенезата на Placozoa.
Филогенетична позиция на пластинчатите:
|  | Homoscleromorpha                                       |
|  |                                                        |
|  | \| \| Placozoa \| \| \| \| \| \| Eumetazoa \| \| \| \| |
|  |                                                        |
|  | Placozoa                                               |
|  |                                                        |
|  | Eumetazoa                                              |
|  |                                                        |

|  | Placozoa  |
|  |           |
|  | Eumetazoa |
|  |           |

|  | Homoscleromorpha                                       |
|  |                                                        |
|  | \| \| Placozoa \| \| \| \| \| \| Eumetazoa \| \| \| \| |
|  |                                                        |
|  | Placozoa                                               |
|  |                                                        |
|  | Eumetazoa                                              |
|  |                                                        |

|  | Placozoa  |
|  |           |
|  | Eumetazoa |
|  |           |